# 코발트 폭탄
코발트 폭탄(cobalt bomb)는 더티 밤의 일종으로 미국의 헝가리 출신 물리학자 레오 실라르드가 처음으로 제안한 핵무기이다. 실라르드는 맨해튼 프로젝트의 추진을 권유했으며 이 과정에서 당시 물리학자인 알베르트 아인슈타인을 설득했다. 하지만 아인슈타인은 핵무기로 일본을 직접 공격하는 것에 반대했고 핵무기의 잔혹함 때문에 1947년부터 반핵 운동을 전개했다. 코발트 폭탄이 처음 알려졌을 때 인류를 멸망시키는 무기로 주목을 받았고, 510톤의 코발트를 담은 코발트 폭탄을 터뜨린다면 인류를 전멸시킬 수 있다고 주장했다.
1957년 9월 14일, 영국이 코발트 폭탄의 유효성을 검증해보기 위해 오스트레일리아의 마라링가에서 1kt급의 소형 핵무기에 극소량의 코발트를 첨가해 핵 실험을 진행하였으나 코발트-60은 거의 생성되지 않았고 실험은 실패로 끝났다고 한다. 이유는 코발트-59의 중성자 흡수율이 예상보다 낮아서 실제로 코발트-60로 변환된 양은 거의 없었다는 것이다.
인터넷에서는 코발트 폭탄의 위력을 보여주는 글이 떠돌고 있지만 이는 과장된 내용이다.

## 같이 보기
- 중성자탄
- 핵테러